# Długi Marsz 5
Długi Marsz 5 (chiń. 长征五号, Chang Zheng 5; nazwa skrócona: CZ-5; ang. Long March 5) – chińska ciężka rakieta nośna służąca do wynoszenia na orbitę wokółziemską dużych obiektów, m.in. załogowych stacji orbitalnych. Planowany udźwig rakiety będzie wynosił do 25 000 kg na niską orbitę okołoziemską – LEO oraz do 14 000 kg na orbitę geostacjonarną – GTO. Pierwszy start odbył się 3 listopada 2016 r. z kosmodromu Wenchang na wyspie Hajnan.
Rodzina rakiet Długi Marsz 5 posiada strukturę modułową, opartą na trzech podstawowych silnikach o średnicach 5, 3,35 oraz 2,25 m. Dzięki temu, w zależności od konfiguracji, rakiety rodziny CZ-5 będą miały udźwig 1500 – 25 000 kg na LEO oraz 1500 – 14 000 kg na GTO. Zastąpią one obecnie używane rakiety CZ-2C, CZ-2D, CZ-2F, CZ-3A, CZ-3B, CZ-3C, CZ-4C i CZ-4B, zarazem otwierając większe możliwości. Najcięższa konfiguracja rakiet z rodziny CZ-5 będzie składać się z podstawowego członu o średnicy 5 m oraz czterech dodatkowych silników o średnicach 3,35 m.

## Dane techniczne
| Wersja                                | CZ-5-200          | CZ-5-320            | CZ-5-504             | CZ-5-522                       | CZ-5-540            |
| ------------------------------------- | ----------------- | ------------------- | -------------------- | ------------------------------ | ------------------- |
| Silniki boczne                        | --                | 2xCZ-5-200, YF-120t | 4xCZ-5-300, 2xYF-100 | 2xCZ-5-200 2xCZ-5-300, YF-120t | 4xCZ-5-200, YF-120t |
| Pierwszy stopień                      | CZ-5-200, YF-120t | CZ-5-300, YF-120t   | CZ-5-500, 2xYF-77    | CZ-5-500, 2xYF-50t             | CZ-5-500, 2xYF-50t  |
| Drugi stopień                         | CZ-YF-73, YF-73   | CZ-5-KO,            | CZ-5-HO, 2xYF-75d    | CZ-5-HO, 2xYF-75               | CZ-5-HO, 2xYF-75    |
| Trzeci stopień (nie stosowany na LEO) | --                | CZ-5-HO, YF-75      | --                   | --                             | --                  |
| Ciąg (przy gruncie)                   | 1,34 MN           | 7,2 MN              | 10,62 MN             | 8,24 MN                        | 5,84 MN             |
| Masa podczas startu                   | 82 t              | 420 t               | 879 t                | 630 t                          | 470 t               |
| Wysokość (maksymalna)                 | 33 m              | 55 m                | 62 m                 | 58 m                           | 53 m                |
| Ładunek na LEO (200 km)               | 1,5 t             | 10 t                | 25 t                 | 20 t                           | 10 t                |
| Ładunek na GTO                        | --                | 6 t                 | 14 t                 | 11 t                           | 6 t                 |

## Starty
| Numer lotu | Wersja | Data (UTC)                | Miejsce startu | Stopień górny | Ładunek                           | Rezultat |
| ---------- | ------ | ------------------------- | -------------- | ------------- | --------------------------------- | -------- |
| 1.         | 5      | 3 listopada 2016 12:43    | Wenchang LC-1  | YZ-2          | Shijian 17                        | Sukces   |
| 2.         | 5      | 2 lipca 2017 11:23        | Wenchang LC-1  | Brak          | Shijian 18                        | Porażka  |
| 3.         | 5      | 27 grudnia 2019 12:45     | Wenchang LC-1  | Brak          | Shijian 20                        | Sukces   |
| 4.         | 5B     | 5 maja 2020 10:00         | Wenchang LC-1  | Brak          | Next-generation crewed spacecraft | Sukces   |
| 5.         | 5      | 23 lipca 2020 04:41       | Wenchang LC-1  | Brak          | Tianwen-1                         | Sukces   |
| 6.         | 5      | 23 listopada 2020 20:30   | Wenchang LC-1  | Brak          | Chang'e 5                         | Sukces   |
| 7.         | 5B     | 29 kwietnia 2021 03:23:15 | Wenchang LC-1  | Brak          | Tianhe                            | Sukces   |
| 8.         | 5B     | 24 lipca 2022 06:22:32    | Wenchang LC-1  | Brak          | Wentian                           | Sukces   |
| 9.         | 5B     | październik 2022          | Wenchang LC-1  | Brak          | Mengtian                          | -        |